# パルラディ (ラーイェフ)
パルラディ（Палладий、1827年6月20日 - 1898年12月5日）は、モスクワ総主教座が廃止されていた当時、ロシア正教会の聖務会院において、サンクトペテルブルクおよびラドガ府主教として首席としての主教職を務めた（在任：1892年 - 1898年）。

## 生涯
修道士となり修道名を授かる以前の俗名はパーヴェル・イヴァノヴィチ・ラーイェフ（Раев Павел Иванович）。
1852年にカザン神学アカデミヤにおいてマギストル（ロシア語: магистр）の学位を取得。その後、ニジニ・ノヴゴロド神学校でタタール語などを講じた。
結婚後、1856年8月15日に司祭に叙聖されるが、1860年末に妻が永眠してのち、1861年1月28日に修道剪髪を受け修道司祭となる。
1862年2月18日、掌院に昇叙。
1863年8月28日、サンクトペテルブルク神学校の生徒監（ロシア語: инспектор）に就任。1864年12月2日、同校神学校長に就任。
1866年12月18日、ラドガ主教として叙聖される。以後、1869年7月15日からヴォログダ主教、1873年7月13日からタンボフ主教、1876年9月9日からリャザン主教として、各地を転々とする。
1881年4月12日、大主教に昇叙される。同年、カザン神学大学の名誉会員になる。
1882年8月21日、カザンおよびスヴィヤシスク（Свияжск）の大主教として着座。
1885年7月にはスラヴ系民族以外の民族、および分離派への牧会について検討する会議をカザンで主催した。
1887年9月29日、グルジアのエクザルフとなる。
1892年10月18日、サンクトペテルブルクおよびラドガ府主教として着座。アレクサンドル・ネフスキー大修道院の修道院長も兼務し、また聖務会院の首席としての主教となった。
1898年12月5日、72歳で永眠。アレクサンドル・ネフスキー大修道院に葬られた。